# Dakky Kiær
Dakky Kiær, född 1892, död 1980, var en norsk feminist. Hon var ordförande för Norsk Kvinnesaksforening 1946–1952.